# Pooecetes gramineus
Pooecetes gramineus là một loài chim trong họ Emberizidae.